# 愛德華多·薩爾維奧
愛德華多·薩爾維奧（Eduardo Antonio Salvio，1990年7月13日—）是一位阿根廷足球運動員。在場上司職前鋒，不過他也能出任邊鋒或進攻型中場的角色。2010年1月12日，薩爾維奧以1000萬歐元身價由阿根廷的拉努斯竞技俱乐部轉投西甲球隊馬德里體育會。

## 外部連結
- 愛德華多·薩爾維奧在BDFutbol中的档案
- 愛德華多·薩爾維奧 – FIFA國際賽競賽紀錄 (存檔)
- 愛德華多·薩爾維奧－UEFA國際賽競賽紀錄